# Hunkovce
Hunkovce és un poble i municipi d'Eslovàquia. Es troba a la regió de Prešov, al nord del país.

## Història
La primera referència escrita de la vila data del 1548.

## Demografia
| Godina             | 1994 | 2004    | 2014   | 2024   |
| ------------------ | ---- | ------- | ------ | ------ |
| Nombre de persones | 266  | 342     | 334    | 311    |
| Diferència         |      | +28,57% | −2,33% | −6,88% |

| Godina             | 2023 | 2024 |
| ------------------ | ---- | ---- |
| Nombre de persones | 311  | 311  |
| Diferència         |      | +0%  |